# Окочі-Лейк (Вісконсин)
Окочі-Лейк (англ. Okauchee Lake) — переписна місцевість (CDP) в США, в окрузі Вокеша штату Вісконсин. Населення — 5094 особи (2020).

## Географія
Окочі-Лейк розташоване за координатами 43°7′34″ пн. ш. 88°26′29″ зх. д. / 43.12611° пн. ш. 88.44139° зх. д. (43.126047, -88.441377).  За даними Бюро перепису населення США в 2010 році переписна місцевість мала площу 12,62 км², з яких 8,84 км² — суходіл та 3,79 км² — водойми.

## Демографія
Згідно з переписом 2010 року, у переписній місцевості мешкали 4422 особи в 1747 домогосподарствах у складі 1290 родин. Густота населення становила 350 осіб/км².  Було 2069 помешкань (164/км²).
Расовий склад населення:
| - 97,6 % — білих - 0,7 % — азіатів - 0,6 % — чорних або афроамериканців - 0,1 % — корінних американців |

До двох чи більше рас належало 0,8 %. Частка іспаномовних становила 1,3 % від усіх жителів.
За віковим діапазоном населення розподілялося таким чином: 23,3 % — особи молодші 18 років, 64,6 % — особи у віці 18—64 років, 12,1 % — особи у віці 65 років та старші. Медіана віку мешканця становила 44,4 року. На 100 осіб жіночої статі у переписній місцевості припадало 106,3 чоловіків;  на 100 жінок у віці від 18 років та старших — 108,6 чоловіків також старших 18 років.
Середній дохід на одне домашнє господарство  становив 123 902 долари США (медіана — 98 547), а середній дохід на одну сім'ю — 139 557 доларів (медіана — 112 679). Медіана доходів становила 75 227 доларів для чоловіків та 49 063 долари для жінок. За межею бідності перебувало 7,4 % осіб, у тому числі 13,5 % дітей у віці до 18 років та 3,4 % осіб у віці 65 років та старших.
Цивільне працевлаштоване населення становило 2671 особа. Основні галузі зайнятості: виробництво — 19,1 %, освіта, охорона здоров'я та соціальна допомога — 19,1 %, роздрібна торгівля — 13,5 %, науковці, спеціалісти, менеджери — 9,7 %.